# Holger H. Jerichau
Holger Hvidtfeldt Jerichau (29. april 1861 i København – 25. december 1900 sammesteds) var en dansk landskabsmaler, bror til Harald Jerichau og far til maleren J.A. Jerichau.
Holger H. Jerichau var søn af J.A. Jerichau og Elisabeth Jerichau Baumann og blev som ung sat i købmandslære i Tyskland og Italien, men afbrød handelsuddannelsen. I stedet blev han i starten undervist af moderen, senere i udlandet, uden dog at gennemgå nogen skole. Fra 1884 udstillede han landskaber malede over italienske motiver. Han levede det meste af sit liv i udlandet, i Italien, det sydlige Rusland og Orienten (1893-94 i Indien). Under et ophold i Danmark 1885-86 malede han dog nogle danske landskaber, især fra egnen ved Hørsholm.
Holger Jerichaus kunst var overfladisk og lagt an på at ramme det bredere publikums smag. Hans motivverden er hentet fra alverdens lande, som han besøgte, og hvis folkeliv og landskaber han skildrede. Motivvalget er dog ofte banalt og koloritten broget og sødladen. Kunstneren efterlod sig en stor produktion, hvoraf ungdomsarbejderne, efterårs- og vinterbilleder fra Danmark, er de lødigste.
Holger H. Jerichau døde 25.-26. december 1900 og er begravet på Hørsholm Kirkegård.